# Like Water
Like Water è l'EP di debutto della cantante sudcoreana Wendy pubblicato il 5 aprile 2021 dalla SM Entertainment.
L'EP rende Wendy il primo membro delle Red Velvet a debuttare da solista.

## Tracce
1. "When This Rain Stops" – 4:03 (minGtion)
2. "Like Water" – 4:20 (testo: Kenzie, Yoo Young-jin – musica: Coach & Sendo, Anne Judith Stokke Wik)
3. "Why Can't You Love Me?" – 2:48 (testo: Koo Tae-woo – musica: Jamie Jones, Matt Wong, Lamont Neuble, Tim Stewart, Paulina Cerrilla)
4. "The Road" (Chohaenggil) – 4:15 (testo: Lee Ju-hyung – musica: Lee Ju-hyung, Kwon Ae-jin)
5. "Best Friend" (con Seulgi) – 3:30 (testo: Kim Yeon-seo – musica: Kim Yeon-seo, minGtion)

## Classifiche
| Classifica (2021) | Posizione massima |
| ----------------- | ----------------- |
| Corea del Sud     | 4                 |